# Parnell (film)
Parnell è un film del 1937 diretto da John M. Stahl.
Biografia romanzata di Charles Stewart Parnell, leader nazionalista irlandese, qui ritratto nel momento in cui rischiò di essere rovinato per la relazione con una donna sposata.

## Trama
È la storia dell'attivista e patriota irlandese Charles Parnell e del suo amore per una donna sposata.

## Produzione
Il film fu prodotto dalla Metro-Goldwyn-Mayer (MGM) (controlled by Loew's Incorporated) con un budget stimato di 1.547.000 dollari. Venne girato dal novembre 1936 al 3 aprile 1937 negli studi della Metro-Goldwyn-Mayer al 10202 di W. Washington Blvd. a Culver City.

## Distribuzione
Distribuito dalla Metro-Goldwyn-Mayer (MGM) (controlled by Loew's Incorporated), il film uscì nelle sale cinematografiche USA il 4 giugno 1937.
Incassò, negli Stati Uniti, 1.576.000 dollari, poco più di quello che era costato.
Colossale fallimento al botteghino è considerato uno dei peggiori fallimenti dei due attori protagonisti. Lo scotto fu tale che Gable si ripropose di accettare, da allora in poi, solo ruoli contemporanei, e per questo tentennò ad accettare il ruolo di Rhett Butler.
Nel 1978 il film venne inserito nella lista dei 50 peggiori film di sempre nel libro The Fifty Worst Films of All Time.